# Karneja

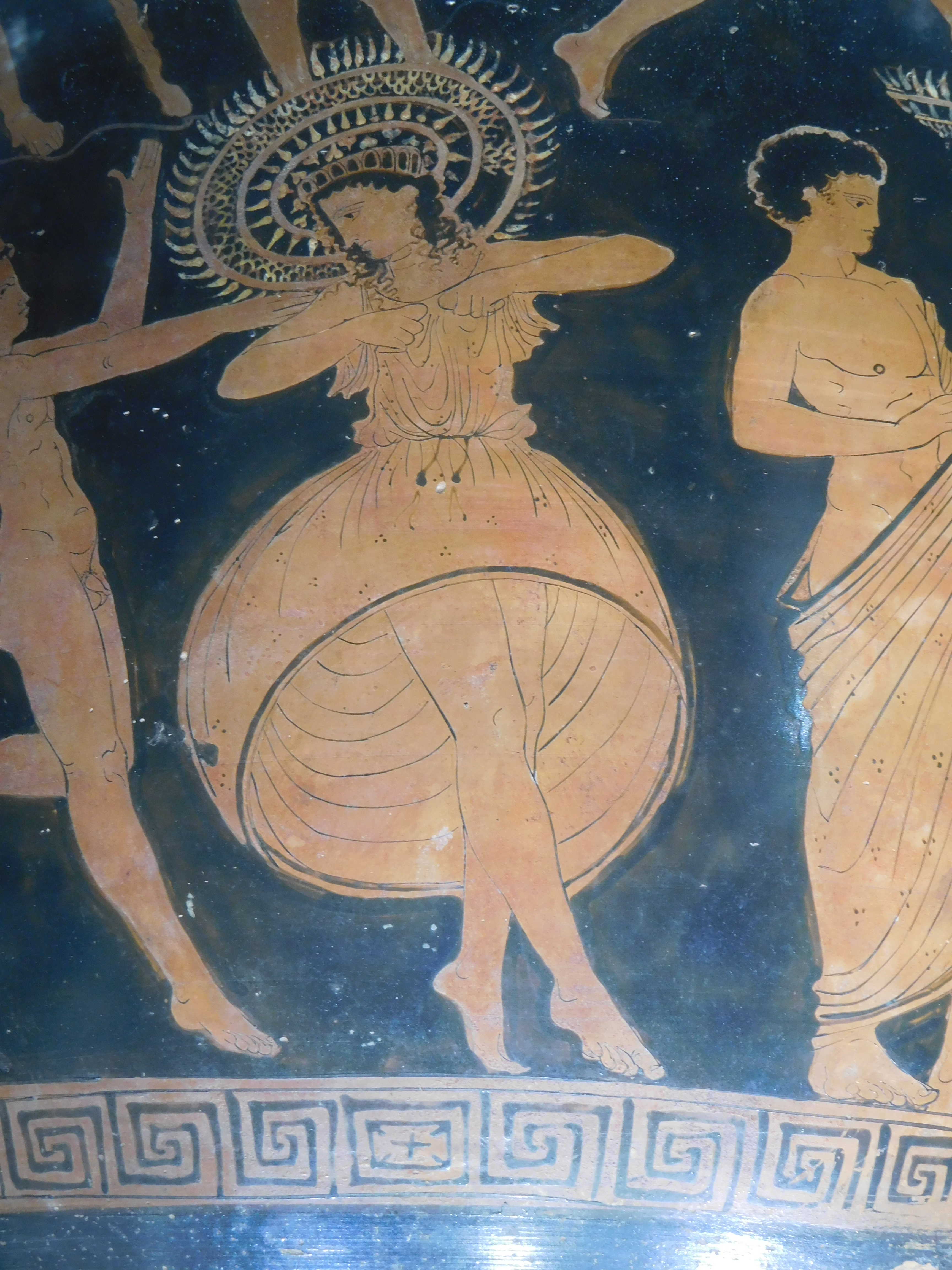
Tancerz na festiwalu Apolla Karneiosa, w kapeluszu kalatiskos, V w. p.n.e.

Karneja (gr. Κάρνεια, Karneia lub Κάρνεα, Karnea) − uroczystości poświęcone Apollinowi Karnejosowi obchodzone przez Spartan przez dziewięć dni w miesiącu karneios (przełom sierpnia i września). Zgodnie z prawem sakralnym święto zabraniało Spartanom prowadzić działania zbrojne aż do najbliższej pełni Księżyca. W ramach święta odbywał się bieg, w którym startowało po pięciu młodych, nieżonatych mężczyzn z każdej fyli .